# Kazachstánská fotbalová reprezentace
Kazachstánská fotbalová reprezentace (kazašsky Футболдан Қазақстан Ұлттық құрамасы) reprezentuje Kazachstán v mezinárodních fotbalových soutěžích. Dosud se nikdy neprobojovala na závěrečný turnaj mistrovství světa, Asie nebo Evropy.
Vznikla v roce 1992 po rozpadu Sovětského svazu. Do roku 2002 byla členem AFC. První kvalifikace, které se zúčastnila jako člen UEFA byla kvalifikace na Mistrovství světa ve fotbale 2006.
Kazachstánskou fotbalovou reprezentaci vedl v letech 2008–2010 německý trenér Bernd Storck, který byl částečně seznámen i s historií země. Vyhledal si přes internet místa narození hráčů v německé Bundeslize a zjistil, že několik z nich se narodilo na území Kazachstánu (dříve Kazašské SSR). Byli to Sergej Karimov, Juri Judt a Heinrich Schmidtgal. Po dohodě s Kazachstánskou fotbalovou reprezentací se rozhodl hráče vyzkoušet a případně jim nabídnout možnost reprezentovat Kazachstán. 

V letech 2011–2013 byl hlavním trenérem český trenér Miroslav Beránek, který vedl od roku 2012 souběžně i kazachstánský klub FC Astana.

V únoru 2014 nastoupil na lavičku kazachstánského týmu ruský trenér Jurij Krasnožan, který podepsal dvouletou smlouvu.

## Mistrovství světa
| Rok    | Účast                                           | Soupisky |
| ------ | ----------------------------------------------- | -------- |
| 1998   | nepostoupili z kvalifikace                      | –        |
| 2002   | nepostoupili z kvalifikace                      | –        |
| 2006   | nepostoupili z kvalifikace                      | –        |
| 2010   | nepostoupili z kvalifikace                      | –        |
| 2014   | nepostoupili z kvalifikace                      | –        |
| 2018   | Nepostoupili z kvalifikace                      | –        |
| 2022   | Nepostoupili z kvalifikace                      | –        |
| Celkem | účast – 0× zlato – 0×, stříbro – 0×, bronz – 0× |          |

## Mistrovství Asie
| Rok    | Účast                                           | Soupisky |
| ------ | ----------------------------------------------- | -------- |
| 1996   | nepostoupili z kvalifikace                      | –        |
| 2000   | nepostoupili z kvalifikace                      | –        |
| Celkem | účast – 0× zlato – 0×, stříbro – 0×, bronz – 0× |          |

## Mistrovství Evropy
| Rok    | Účast                                           | Soupisky |
| ------ | ----------------------------------------------- | -------- |
| 2004   | · (přesun do UEFA ještě nebyl dotažen do konce) | –        |
| 2008   | nepostoupili z kvalifikace                      | –        |
| 2012   | nepostoupili z kvalifikace                      | –        |
| 2016   | nepostoupili z kvalifikace                      | –        |
| 2020   | Nepostoupili z kvalifikace                      | –        |
| 2024   | Nepostoupili z baráže                           | –        |
| Celkem | účast – 0× zlato – 0×, stříbro – 0×, bronz – 0× |          |